# Kanton Saint-Germain-en-Laye-Sud
Der Kanton Saint-Germain-en-Laye-Sud war von 1967 bis 2015 ein französischer Wahlkreis im Arrondissement Saint-Germain-en-Laye im Département Yvelines und in der Region Île-de-France; sein Hauptort war Saint-Germain-en-Laye.

## Gemeinden
Der Kanton bestand aus einem Teil der Stadt Saint-Germain-en-Laye und den Gemeinden Aigremont und Chambourcy. Die nachfolgende Einwohnerzahl ist die gesamte Einwohnerzahl von Saint-Germain-en-Laye:
| Gemeinde              | Einwohner Jahr | Fläche km² | Bevölkerungsdichte | Postleitzahl | Code INSEE |
| --------------------- | -------------- | ---------- | ------------------ | ------------ | ---------- |
| Aigremont             | 1139 (2013)    | –          | – Einw./km²        | 78240        | 78007      |
| Chambourcy            | 5835 (2013)    | –          | – Einw./km²        | 78240        | 78133      |
| Saint-Germain-en-Laye | 39547 (2013)   | –          | – Einw./km²        | 78100        | 78551      |